# Issues (canción)
Issues (en español Problemas) es el segundo sencillo del álbum homónimo de la banda de post hardcore Escape The Fate. La canción fue lanzada para ser descargada vía iTunes el 14 de septiembre de 2010. El 9 de septiembre la canción se filtró en internet y, además de llegar a las computadoras de miles de fanes, comenzó a sonar en la radio KROQ principalmente. Su video se lanzó el 28 de septiembre, por MySpace y YouTube

## Vídeo musical
El 28 de septiembre salió el videoclip de este sencillo, dirigido por Paul R. Brown. Presenta a la banda tocando en una iglesia. Muestra un grupo de gente que empieza a herir a todos los miembros de la banda, que se enfrentan a las personas que sugieren que tienen opiniones diferentes. Hacia el final del vídeo, se ve que Max es atado a un poste, donde él es quemado. Monte es atado también, aunque su poste cae al agua y se ahoga. Robert es forzado a mantener la cabeza pegada a un tocón, mientras que un hombre le va a cortar la cabeza. Mientras tanto, Craig está siendo ahorcado, y se mantiene vivo y respirando apoyándose en un palo bajo él. Cuando el vídeo termina, se oye que el palo se rompe, y eso implica que la soga ahoga a Craig.

## Listado de canciones
| iTunes Single Edition |          |          |  |
| N.º                   | Título   | Duración |  |
| 1.                    | «Issues» | 2:42     |  |

## Personal
ETF
- Craig Mabbitt - voces
- Bryan Money - guitarras, teclados, sintetizadores, coros
- Max Green - bajo, coros
- Robert Ortiz - batería, percusión

## Versiones
- Bely Basarte (2017)

## Charts
| Chart (2010)                              | Posición |
| ----------------------------------------- | -------- |
| U.S. Billboard Alternative Songs          | 29       |
| U.S. Billboard Hot Mainstream Rock Tracks | 23       |
| U.S. Billboard Rock Songs                 | 33       |